# آلایا فورینتورووالا
آلایا فورینتورووالا (به انگلیسی: Alaya Furniturewala) یا آلایا ابراهیم(زاده ۲۸ نوامبر ۱۹۹۷) بازیگر هندی است.
از کارهای معروف او می‌توان به بازی در فیلم جوانی جان من، فردی، دور برگردان (۲۰۲۳)، استاد بزرگ استاد کوچک و سریکانت اشاره کرد.